# Sanfront
Sanfront (en français, Sanfront) est une commune de la province de Coni dans le Piémont en Italie.

## Géographie

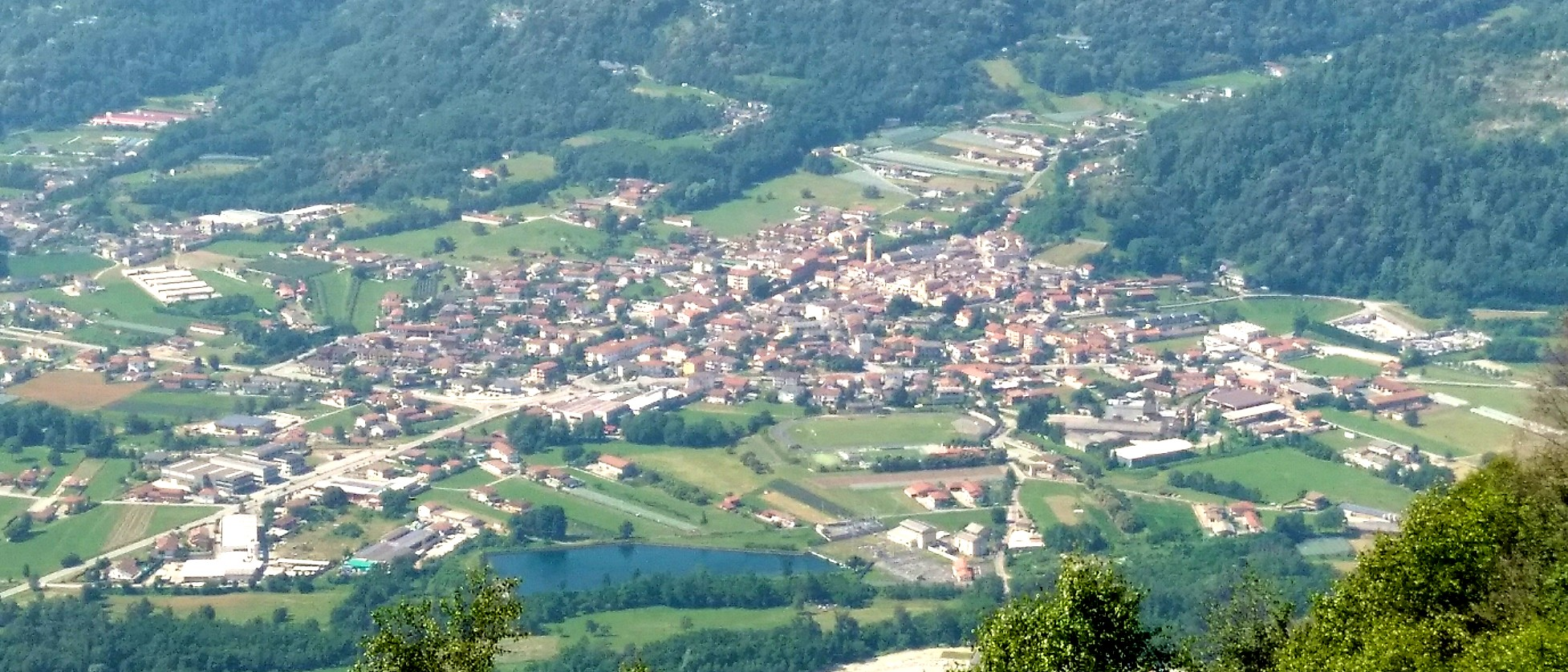
Panorama de Sanfront.

La vallée du Pô est une vallée étroite (peut-être celle qu'aurait empruntée, selon la tradition historique Hannibal, pour descendre vers l'Italie). Situé au pied du mont Viso (3 841 m), où naît le plus grand fleuve d'Italie, le Pô, en descendant et suivant son cours, traverse plusieurs petits villages, comme Crissolo, Oncino, Ostana avant d'arriver à Paesana. De Paesana, le Pô s'écoule vers Sanfront en laissant les hameaux, Rochetta sur la gauche, et Robella sur la droite. Sur la droite, se dresse le massif du Montebracco (1 307 m), cité par Léonard de Vinci pour la qualité de son marbre blanc et son quartz.
Le village de Sanfront est un village de montagne, situé sur la droite du Pô, adossé à une colline, où se dressait autrefois le château médiéval. Une rivière, l'Albetta, traverse le village.

## Histoire

### Un village aux origines incertaines
L'origine du village de Sanfront est certainement très ancienne. Si la présence de populations romaines est attestée à Revello, les historiens pensent qu'un village existait à Sanfront, à l'époque pré-féodale, entouré d'une palissade, qui aurait plus tard évolué en château. Ce village était composé d'une population romaine et autochtone, dirigée par un conseil de chefs de familles, qui se seraient heurtés aux Francs, lors de leur introduction dans la zone.
Le château médiéval, aujourd'hui disparu et datant certainement du Xe siècle, démontre la présence d'une population assez importante, ayant pour nécessité de se défendre. Cependant, les premières traces historiques fiables d'un village appelé Sanfront, remontent au XIIIe siècle.

### Étymologie du toponyme: un village aux origines controversées
Le village de Sanfront est cité pour la première fois dans les Carte della prevostura d'Oulx, dans un document intitulé Donazione di Adelaide di Susa alla chiesa di Revello, dans lequel la localité de Santus Frontinianus est citée. Ce document serait en fait une copie daté de 1231, à partir d'un document qui daterait de 1075. Selon les historiens, il s'agirait d'un faux, rédigé par un prêtre, qui aurait confondu le nom du saint San Frontiniano, avec le nom de la localité de la vallée du Pô, Sancto Fronte, qui renvoie à Saint Front (nom qui revient dans tous les actes notariés).
Aussi curieux que cela puisse paraître, le toponyme de Sanfront viendrait en réalité du nom d'un autre saint, Saint Fronton, vénéré de l'autre côté des Alpes, dans le Haut-Languedoc. L'origine du village serait donc lié à l'introduction du christianisme au cœur de la valle Po.

### L'introduction du christianisme dans lavalle Poet l'origine de Sanfront
Il existe plusieurs hypothèses, qui concernent l’introduction du christianisme dans la vallée du Pô.
1. L’hypothèse des romains de Forum Vibii Caburrum, installés entre Revello – Envie – Cavour, qui, tardivement christianisés, auraient imposé leur religion par la force aux populations païennes de la région.
2. L’hypothèse de Saint Front, qui selon la légende, aurait été envoyé par Saint Pierre pour évangéliser la Gaule. Au cours de son voyage, il aurait séjourné dans une grotte à Sanfront. Les traditions locales en font l’évangélisateur de la vallée du Pô, ainsi que du village, qui porterait en hommage son nom.
3. L’hypothèse de la mythique et légendaire Legione Tebea, composée de saints-militaires chrétiens, qui auraient été envoyés dans le nord de l’Italie pour bloquer les incursions celtes, notamment dans le Piémont. Ils auraient ainsi facilité la diffusion de leur religion auprès des populations locales. On attribue à saint Chiaffredo (it), soldat de cette légion, vénéré à Crissolo, l’évangélisation de la vallée du Pô. Il est aujourd’hui encore le patron du diocèse et de la ville de Saluces.
L’existence de cette légion est aujourd’hui très contestée par les historiens, qui pensent que cette légende fut instrumentalisée par les ducs de la maison de Savoie et les marquis de Saluces, qui réutilisèrent ce symbole pour justifier leur pouvoir divin.
4. L’hypothèse d’une vague d’évangélisation de moines auvergnats : même si elle semble absurde, c’est de loin la plus intéressante et celle qui ferait la synthèse de toutes les croyances de la vallée du Pô. En effet, il existe dans le Velay (Haute-Loire), au Monastier-sur-Gazeille, l'abbaye de Saint-Chaffre, dont le second abbé aurait été un certain Théofrède (du germain "Theod-fried"), canonisé et sanctifié à la suite de son martyre. Curieusement, il existe non loin de là, un village et une église, qui portent le nom de Saint-Front. Après de nombreuses explications étymologiques, linguistiques et philologiques, il résulterait que le saint Chaffre, vénéré en Languedoc, soit le saint Chiaffredo, vénéré à Crissolo et dans toute la vallée du Pô.
Après la conquête du Piémont occidental par les Francs, le culte de ce saint occitan fut introduit dans la zone par les soldats, qui laissèrent peu à peu la place aux moines. Ainsi, au XIIe siècle, on compte 230 églises du Piémont occidental, qui dépendent du monastère du Velay (dont Cervere, San Tifredo di Cherasco, Sant’Ifre ou Eufré di Alba…). Étymologiquement, San Tifredo, Sant’Ifre, Sant’Eufré, San Chafré (Teofredo) sont très proches.
Ainsi, on établit plusieurs liens très intéressants entre deux régions, qui n’avaient rien à voir entre elles. Si la chose peut sembler curieuse, les échanges entre le Velay et le Piémont occidental ne sont plus à démontrer (création de l’abbaye San Michele della Chiusa par des émigrants du Velay, échanges épistolaires entre l’abbé Dructano de Saint Chaffre et l’évêque de Turin, Claudio, membres de la famille des marquis de Saluces chargés d'églises au Puy-en-Velay au début du XIVe siècle…). Les seigneurs des terres où fleurirent les églises, liées à l’abbaye de « Saint Chaffre », sont les Robaldini (notamment seigneurs de Crissolo). Ils auraient eu des liens avec la région du Velay, où ils auraient eu des biens.
Les érudits situent à Molines-en-Queyras, la dernière cellule appartenant à l’abbaye de Saint Chaffre, située sur le trajet le plus direct entre le Velay et le Piémont occidental, représenté par une ligne fictive Le Puy-en-Velay – Molines-en-Queyras – Crissolo – Cervere – Cherasco, qui passe notamment par un petit village, appelé Saint-Chaffrey, situé près de Briançon. Crissolo et Molines-en-Queyras ne sont séparées que par le mont Viso. De Molines-en-Queyras, il existe plusieurs chemins, qui partent vers la valle Varaita par le colle dell’Agnello, et vers la valle Po, où se trouve Crissolo, par le « Passo di San Chiaffredo » (Passage de Saint Chiaffredo, sic des moines de Saint Chiaffredo). 
L’introduction du culte de Saint Front en Piémont occidental serait ainsi lié indubitablement à l’introduction du christianisme et du culte de Saint Chaffre. Les moines du Velay auraient importé cette croyance, et aurait pu créer une cellule modeste, une chapelle ou même une grotte dédiée à saint Front, non loin de celle qu’ils ont créé pour Saint Chiaffredo. 
On retrouve dans cette théorie les soldats, les évangélisateurs et les deux saints, Chiaffredo et Front.

### Les églises de Sanfront

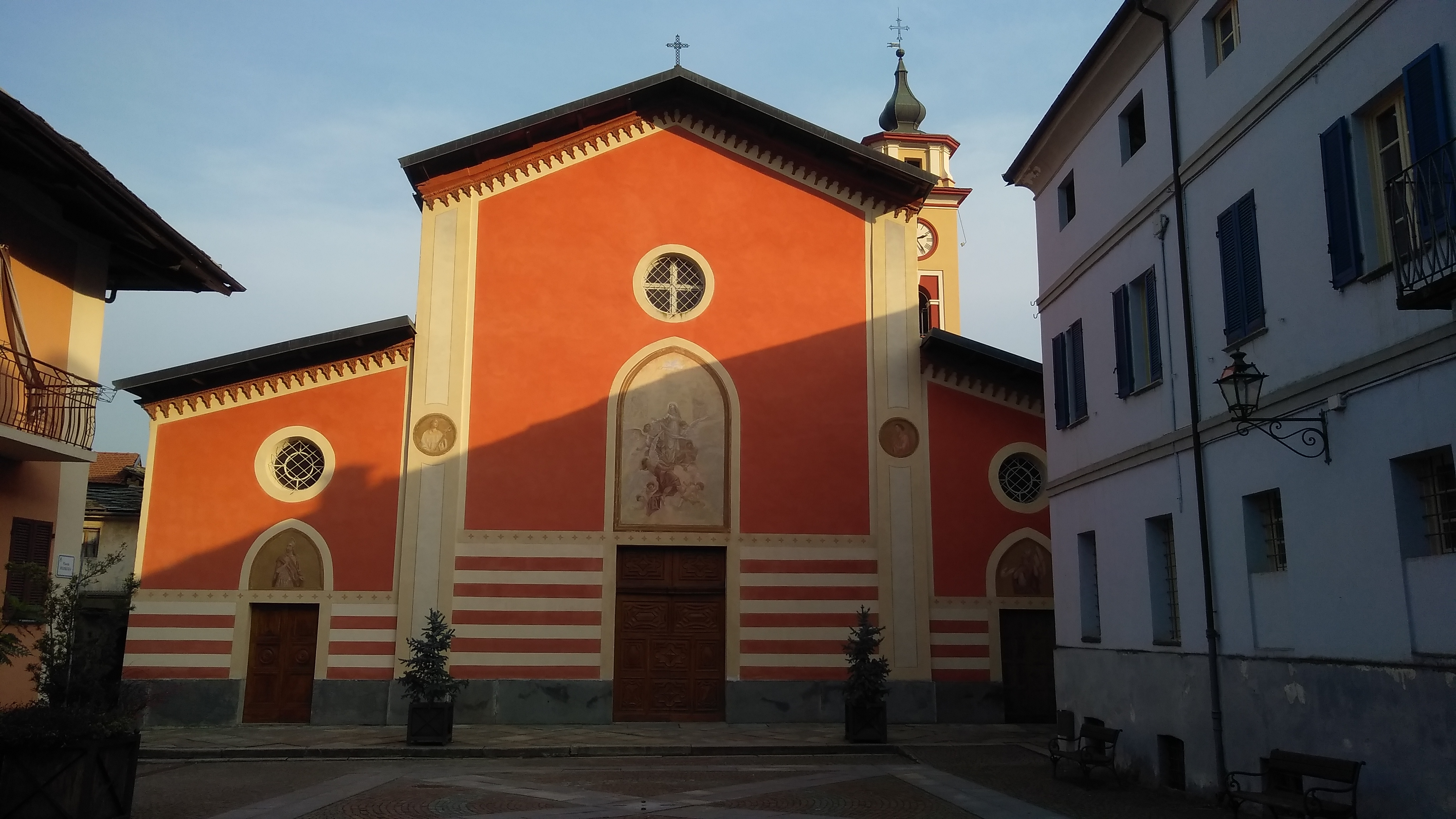
L'église San Martino.

Si le christianisme a été importé dans la vallée du Pô par les Auvergnats, qui ont évangélisé les populations païennes, pendant le haut Moyen Âge, l'épigraphe chrétienne de Revello, datant de 489 ap. J.-C., laisse à penser que de très vieilles cellules chrétiennes existaient dans la zone.
Les premières églises de Sanfront remonteraient au XIe et Xe siècles pour ce qui concerne Robella et la Rochetta. Elles appartenaient à la Pieve de Revello, qui faisait partie de la Prevostura d'Oulx. À la chute de cette dernière, les églises de la vallée du Pô furent confiées à l'évêque de Turin. Un document de l'évêque de Turin, Gandolfo, datant de 1259, cite 4 églises à Sanfront : Sancta Andree de Rocheta, Sancte Maria de Rorebella, Sancti Martini de Sancto Fronte et Sancte Maria de Deserto (chapelle Madonna dell'Oriente)
Trois paroisses sont ainsi créées à Sanfront : celle de San Martino de Sanfront, celle de Madonna della Neve di Robella et celle de Madonna della Neve de la Rocchetta.

#### L'église de San Martino (village)
Une vieille église ou chapelle, dédiée à saint Martin (san Martino), et datant certainement du XIe siècle, existait jusqu'à la fin du XVIe siècle, à un autre endroit que l'emplacement actuel de l'église. L'église actuelle fut inaugurée le 1er mai 1494.

### Les chapelles de Sanfront
- Village
- Robella
- Rocchetta

## Économie

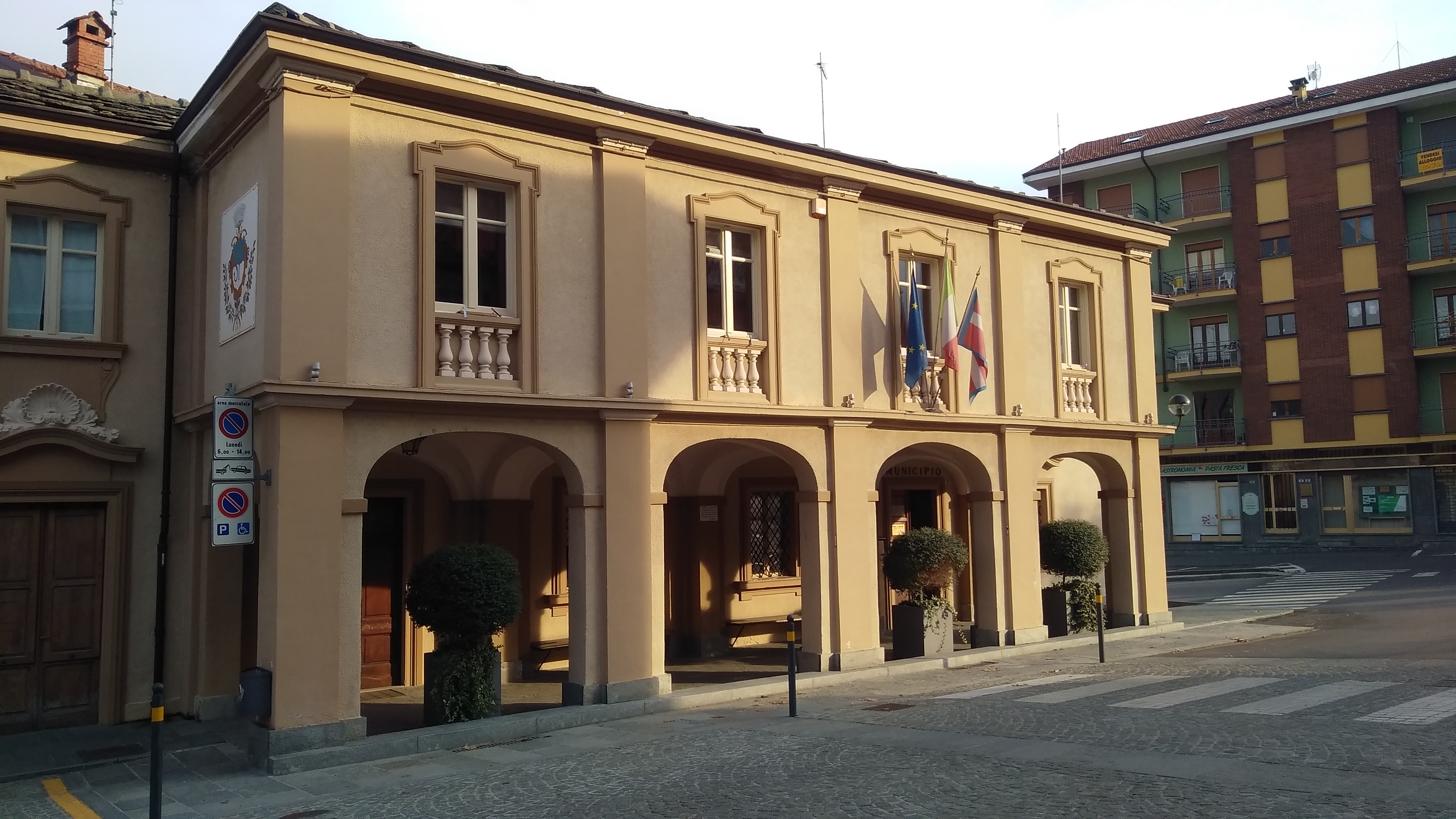
La mairie.

L'économie de Sanfront est essentiellement agricole ou consacrée au travail du bois et de la pierre. 
Le marché de Sanfront a lieu une fois par semaine, le lundi matin.

## Administration
| Période                                  | Période       | Identité            | Étiquette           | Qualité |
| ---------------------------------------- | ------------- | ------------------- | ------------------- | ------- |
| 13 juin 1985                             | 25 mai 1990   | Raimondo Sacco      | DC                  |         |
| 25 mai 1990                              | 24 avril 1995 | Giacomo Cacciolatto | IND                 |         |
| 24 avril 1995                            | 17 juin 1999  | Roberto Moine       | SI                  |         |
| 17 juin 1999                             | 14 juin 2004  | Roberto Moine       | CEN-SIN(LS.CIVICHE) |         |
| 14 juin 2004                             | 08 juin 2009  | Silvio Ferrato      | Lista civica        |         |
| 8 juin 2009                              | En cours      | Roberto Moine       | Lista civica        |         |
| Les données manquantes sont à compléter. |               |                     |                     |         |

### Hameaux
Le village est divisé en trois paroisses principales, délimitées très précisément, d'après des frontières des XVIe et XVIIe siècles. La paroisse principale était celle de Sanfront et les paroisses de Robella et la Rocchetta dépendaient de celle-ci. Ces frontières religieuses sont encore aujourd'hui maintenues et devenues administratives, puisque Robella et la Rocchetta, dépendent aujourd'hui administrativement de Sanfront.
Voici les limites historiques entre les différents hameaux :
- la paroisse de Sanfront, centre religieux du village. Elle était elle-même divisée en plusieurs zones : la Villa (centre du village), Serro, Comba Albetta (la plus populaire), Comba Bedale, Comba Gambasca, Mombracco.

- la paroisse de Robella, située sur la droite du Pô, en descendant de Paesana. Elle est séparée de la paroisse de Sanfront, par une ligne imaginaire, qui part du sommet de la montagne, où naissent l'Albetta et le Croesio, et qui descend jusqu'au Pô.

- la paroisse de la Rocchetta, située sur la gauche du Pô, en descendant de Paesana. Elle est séparée de la paroisse de Robella entre la ligne imaginaire, qui part du sommet de la montagne, où se trouve Balma boves, et qui descend en ligne droite jusqu'au Pô, et la frontière avec le village de Paesana, naturellement représentée par le Croesio.

### Communes limitrophes

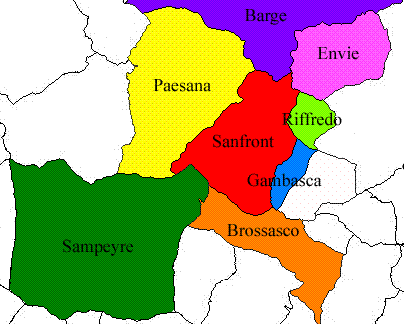
Sanfront.

Barge, Brossasco, Envie, Gambasca, Paesana, Rifreddo, Sampeyre

### Évolution démographique
Habitants recensés